# Гордиевка (Житомирская область)
Гордиевка (укр. Гордіївка) — село на Украине, основано в 1921 году, находится в Романовском районе Житомирской области.
Население по переписи 2001 года составляет 714 человек. Почтовый индекс — 13047. Телефонный код — 4146. Занимает площадь 13,3 км².
В окрестностях села берёт начало река Будычина.

## Адрес местного совета
13047, Житомирская область, Романовский р-н, с. Гордиевка, ул. Сельская